# Київська офіцерська добровольча дружина генерала Кирпичова
 Київська офіцерська добровольча дружина генерала Кирпичова  — військовий підрозділ часів визвольних змагань, створений восени 1918 року в Києві як російське добровольче формування, що стало основою Зведеного корпусу Національної гвардії Української держави гетьмана Скоропадського. Припинила існування 14 грудня 1918 року після взяття Києва військами УНР. Частина дружини потрапила в полон і була вбита, невелика група офіцерів дружини вибралася з Києва і приєдналася до сил Білого руху.

## Створення
Сформована як російська добровольча дружина з ініціативи генерала Кирпичова та групи офіцерів, які не бажали служити в армії Скоропадського, восени 1918 р. в Києві у складі Зведеного корпусу Національної гвардії. Була його основною частиною. 

## Склад і чисельність
Ділилася на 5 діючих піхотних відділів та 3 резервних, один інженерний і кінний загін. Резервні загони не встигли оформитися. Чисельність російських офіцерських дружин (дружина Кирпичова та особливий корпус генерала Буйвіда) при Скоропадському сягала від 2 до 3-4 тисяч осіб.

## Командування
- командир полку — генерал Лев Кирпичов
- начальник штабу — генерал-майор Лев Давидов
- командир 1-го відділу — генерал-майор Іванов
- командир 2-го відділу — полковник Володимир Хитрово
- командир 3-го відділу — полковник Сергій Крейтон
- командир 4-го відділу — полковник Федір Вінберг
- командир 5-го відділу — полковник Олександр Гревс
- завідувач госп. частиною — полковник Олександр Ліневич

## Участь у бойових діях
Дружина обороняла Київ від військ Директорії на підступах до міста в листопаді-грудні 1918 року. 

## Подальша доля дружини офіцерів
Зі вступом в Київ військ Директорії багато учасників дружини були заарештовані та убиті. 
Історик С. В. Волков про долю деяких офіцерів дружини генерала Кирпичова пише таке:
рос. Когда немцы отказали гетману в поддержке, петлюровцам, сжимавшим кольцо вокруг Киева, противостояли только русские офицерские отряды, членов которых часто ждала трагическая судьба. Тяжелейшее впечатление произвело, в частности, истребление в Софиевской Борщаговке под Святошиным подотдела (взвода) 2-го отдела дружины Кирпичёва (из которых 5 человек было убито на месте и 28 расстреляно, причём трупы их были изуродованы крестьянами): «На путях собралась толпа, обступили открытый вагон: в нём навалены друг на друга голые, полураздетые трупы с отрубленными руками, ногами, безголовые, с распоротыми животами, выколотыми глазами... некоторые же просто превращены в бесформенную массу мяса». «Киев поразили как громом плакаты с фотографиями 33 зверски замученных офицеров. Невероятно истерзаны были эти офицеры. Я видела целые партии расстрелянных большевиками, сложенных как дрова в погребах одной из больших больниц Москвы, но это были всё — только расстрелянные люди. Здесь же я увидела другое. Кошмар этих киевских трупов нельзя описать. Видно было, что раньше чем убить, их страшно, жестоко, долго мучили. Выколотые глаза; отрезанные уши и носы; вырезанные языки, приколотые к груди вместо георгиевских крестов, — разрезанные животы, кишки, повешенные на шею; положенные в желудки еловые сучья. Кто только был тогда в Киеве, тот помнит эти похороны жертв петлюровской армии».
Група офіцерів дружини на чолі зі штабс-ротмістром лейб-гвардії Гусарського полку В. Леонтьєвим виявилася пізніше у складі 3-го полку Ліенського загону.